# Ptuj
Ptuj (německy Pettau, latinsky Poetovio) je město ve slovinském Dolním Štýrsku. Je městem lázeňským, rozkládá se navíc ve vinařské oblasti. V roce 2020 zde žilo 17 959 obyvatel.

## Název
Slovanský (slovinský) název Ptuj pochází z původního latinského názvu Poetovio. Převzato bylo do slovanského jazyka nejspíše v podobě Pьtujь (tj. s polohláskami), které později zanikly a daly vzniknout dnešnímu názvu. Německý název Pettau vznikl převzetím latinského názvu nezávisle na Slovanech, což dosvědčuje fakt, že v názvu (Pettau) zůstala samohláska e, která se u Slovanů vlivem zániku polohlásek ztratila.
Ve slovinštině se správně uvádí lokativ na Ptuju namísto v Ptuju. 

## Přírodní poměry
Město se nachází u hranic s Chorvatskem, na řece Drávě, v rovinaté krajině Dolního Podráví, které přechází postupně v Panonskou nížinu severovýchodním směrem. Východně od něj se nachází Ptujsko polje. V blízkosti Ptuje leží také Slovenske gorice a Haloze. Rozloha města činí 66,7 km². Průměrná roční teplota se zde pohybuje okolo 10 °C. 

## Historie

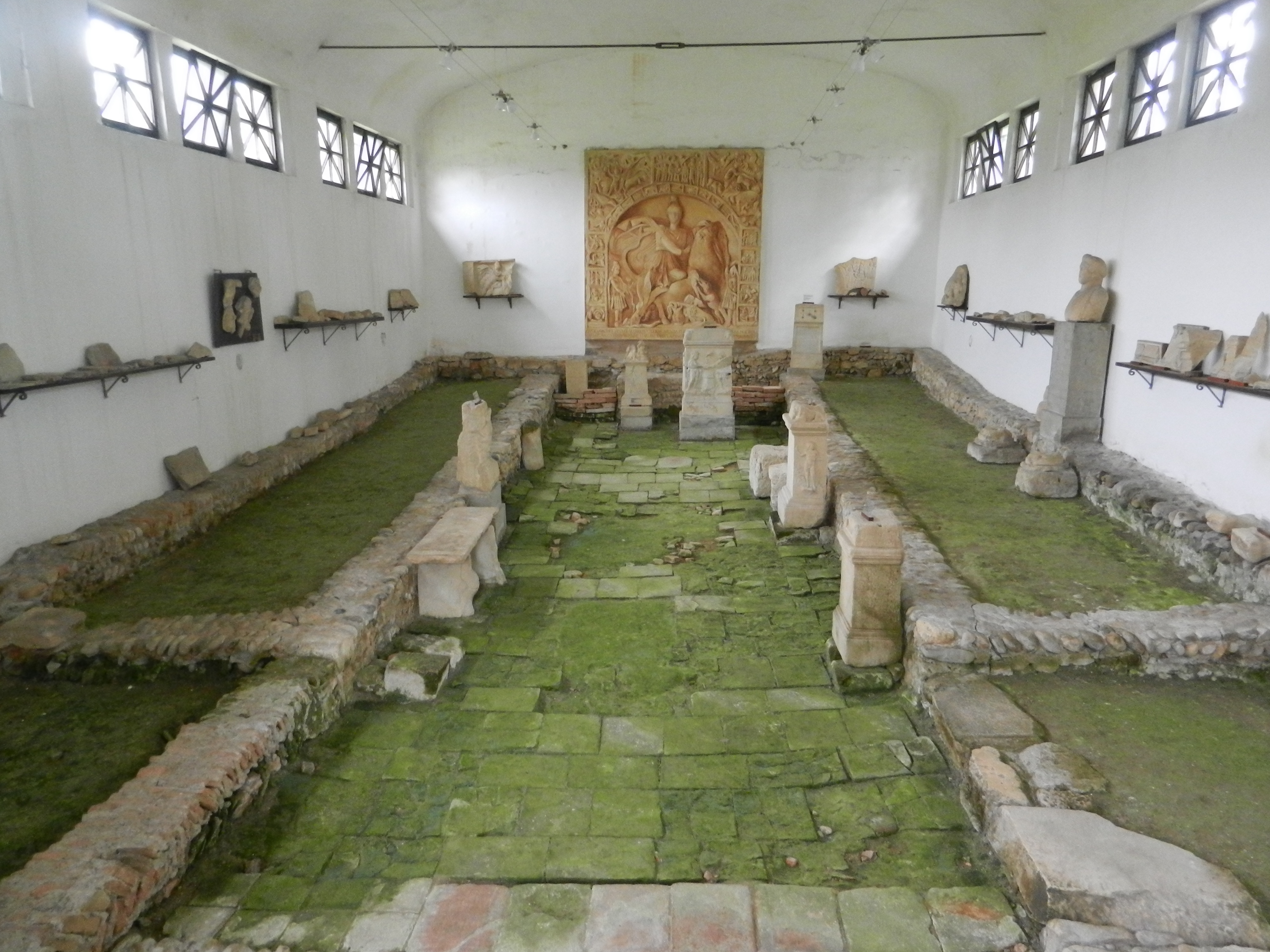
Pozůstatky mithraismu v Ptuji

Ptuj je jedno z nejstarších měst v celém Slovinsku. Nachází se 26 km na jihovýchod od Mariboru. Jeho historie začíná už v době kamenné, ale největší rozkvět zažívalo za dob Římské říše. Sídlo s názvem Poetovio bylo základním táborem pro legii XIII Gemina v Pannonii. Název města pochází z dob císaře Trajána, který dal tehdejší osadě statut města a pojmenoval ho Colonia Ulpia Traiana Poetovio. Roku 69 pak zde byl zvolen císař Vespasianus a z této doby také pochází první písemná zmínka o městu. Ve 3. století zde žilo okolo deseti tisíc lidí.[zdroj?] V místě dnešního hlavního náměstí se tehdy nacházel přístav na řece Drávě. Ve 2. až 3. století se předpokládá, že zde žilo zhruba čtyřicet tisíc obyvatel. Stál zde také most přes řeku Drávu.
V roce 473 jej vyplenili východní Gótové, o dvacet let předtím i Hunové, je vystřídali Avaři a později Slované. Ti se zde usídlili nejspíše[zdroj?] v 60. a 70. letech 6. století. Město na nějakou dobu ovládli slovanská knížata Pribina a Kocel a začlenili jej do svého Blatenského knížectví.[zdroj?] Druhý uvedený nechal v Ptuji zbudovat kostel, který byl vysvěcen v roce 874 a který se nacházel na místě dnešního kostela svatého Jiří. Po nějakou dobu poté bylo město z církevního hlediska podřízené arcibiskupství v Salcburku. Městská práva pak ve středověku Ptuj získala opět až v 10. století. První zmínka o hradu je z roku 1147.
Ve 13. století přišli do Ptuje první Židé. Od té doby zde až do století patnáctého, kdy je vyhnal císař Maxmilián, žila početná židovská obec. Kolem roku 1250 získal Ptuj statut města a byl obehnán hradbami; proto je také považován za jedno z nejstarších měst ve Slovinsku. Z roku 1273 pochází nejstarší městská pečeť s obrazem sv. Jiří na koni. 
Starodávný maďarský název města zněl Potoly. Až do šestnáctého století byla značná část historického prostoru města nezastavěná, nacházely se zde volné plochy pro zemědělské využití. Hlavní třídou byla dnešní Prešerenova ulice, která měla podobu velké tržní třídy.
V roce 1487 město navštívil cestovatel jménem Paolo Santorino, který si poznamenal, že město oplývá chlebem, vínem a masem a že zde lidé byli bohatí a mohli kupovat voly. V letech 1480 až 1490 bylo město nakrátko součástí Uher. Poté jej nějakou dobu držel Maxmilián I. Habsburský a nakonec bylo prodáno Salcburskému arcibiskupství. Poté jej získali Rakušané zpět, následně bylo ve vlastnictví rodu Eggenberků a Thaunhausenů.

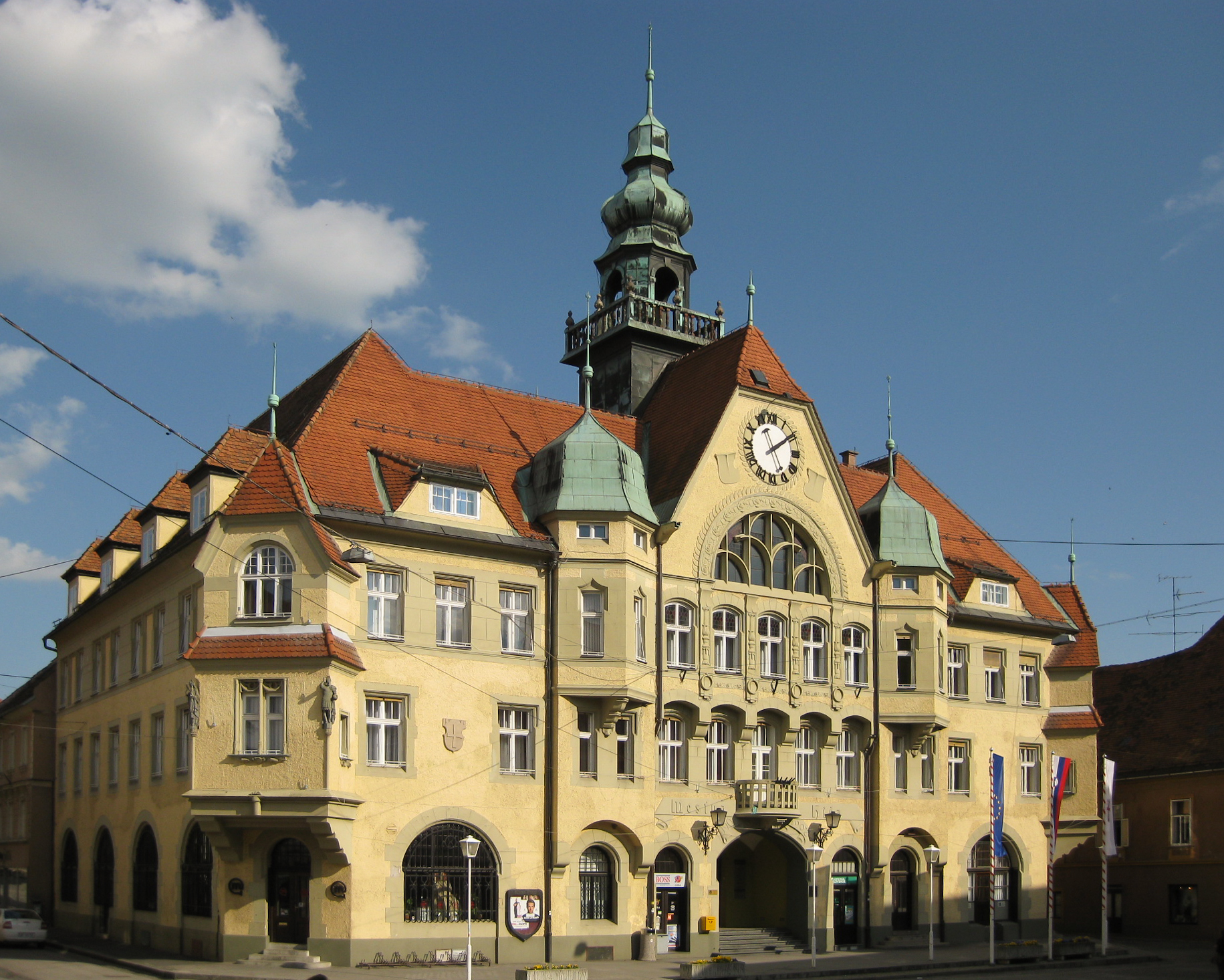
Budova radnice

Město bylo, stejně jako řada obdobných sídel ve střední Evropě, ničeno častými požáry. Jeden z větších se zde odehrál roku 1744. Na počest všech, které Ptuj přežil, zde byla v roce 1745 postavena socha sv. Floriána. Během reforem za vlády císaře Josefa II. byly zrušeny oba dva kláštery, které ve Ptuji působily a zbořen jeden kostel. Naopak bylo zřízeno městské divadlo.
V letech 1859/1860 získala Ptuj napojení na rakousko-uherskou železniční síť. Tu také zaznamenávají mapy druhého i třetího vojenského mapování. Patrný je most přes řeku Drávu a vznikající předměstí.
V roce 1910 se během posledního rakousko-uherského sčítání lidu přihlásilo cca 86 % obyvatelstva k německé národnosti. Okolní venkov byl nicméně většinově slovinský. Roku 1898 získalo město plynové veřejné osvětlení. Současná radnice byla dokončena v roce 1907 podle návrhu architekta Makse Ferstla. V roce 1913 byl proveden průzkum břehu řeky Drávy, při němž byly odhaleny základy starověkého římského mostu.
Až do roku 1923 sloužilo místní hlavní náměstí (slovinsky Slovenski trg – Slovinské náměstí) jako otevřená tržnice. Elektrický proud byl do Ptuje zaveden v roce 1925, o rok dříve byla vybudována místní elektrárna.
Během druhé světové války byla Ptuj okupována nacistickým Německem. Místní náměstí bylo pojmenováno po Adolfu Hitlerovi. V závěru války bylo uskutečněno bombardování města, při němž byl zasažen minoritský kostel a železniční most. Osvobozena byla 8. května 1945. Roku 1957 zde byl zbudován nový železobetonový most přes řeku Dravu. Objev termálních pramenů byl uskutečněn v roce 1969. Díky tomu se dnes ve městě se nachází známé termální lázně, ve kterých je bazén s teplotou vody přesahující 40 °C. V témže roce se v Ptuji konal také první moderní hudební festival ve Slovinsku. Učiněno tak bylo při příležitosti 1900. výročí první zmínky o městě.

## Obyvatelstvo
V roce 2021 žilo v Ptuji 18 004 obyvatel. Historicky bylo obyvatelstvo v drtivé většině slovinské (98 % obyvatel v roce 1910) s malou německou menšinou. Během druhé světové války byli do Ptuje dosídleni Němci, ale v roce 1945 zpět vyhnáni. Počet obyvatel města v 21. století pomalu ale setrvale klesá.

## Administrativní dělení
Město tvoří tzv. Městská občina Ptuj (slovinsky Mesna občifna Ptuj), která je jednou z celkem 11 svého typu ve Slovinsku. Samotné město se dělí na následující místní části: 
Grajena, Grajenščak, Kicar, Krčevina pri Vurbergu, Mestni vrh, Pacinje, Podvinci, Spodnji Velovlek a Spuhlja. 

## Kultura

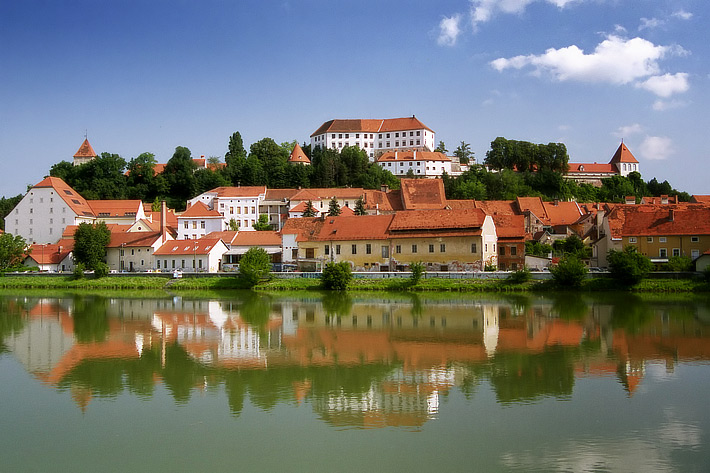
Ptuj

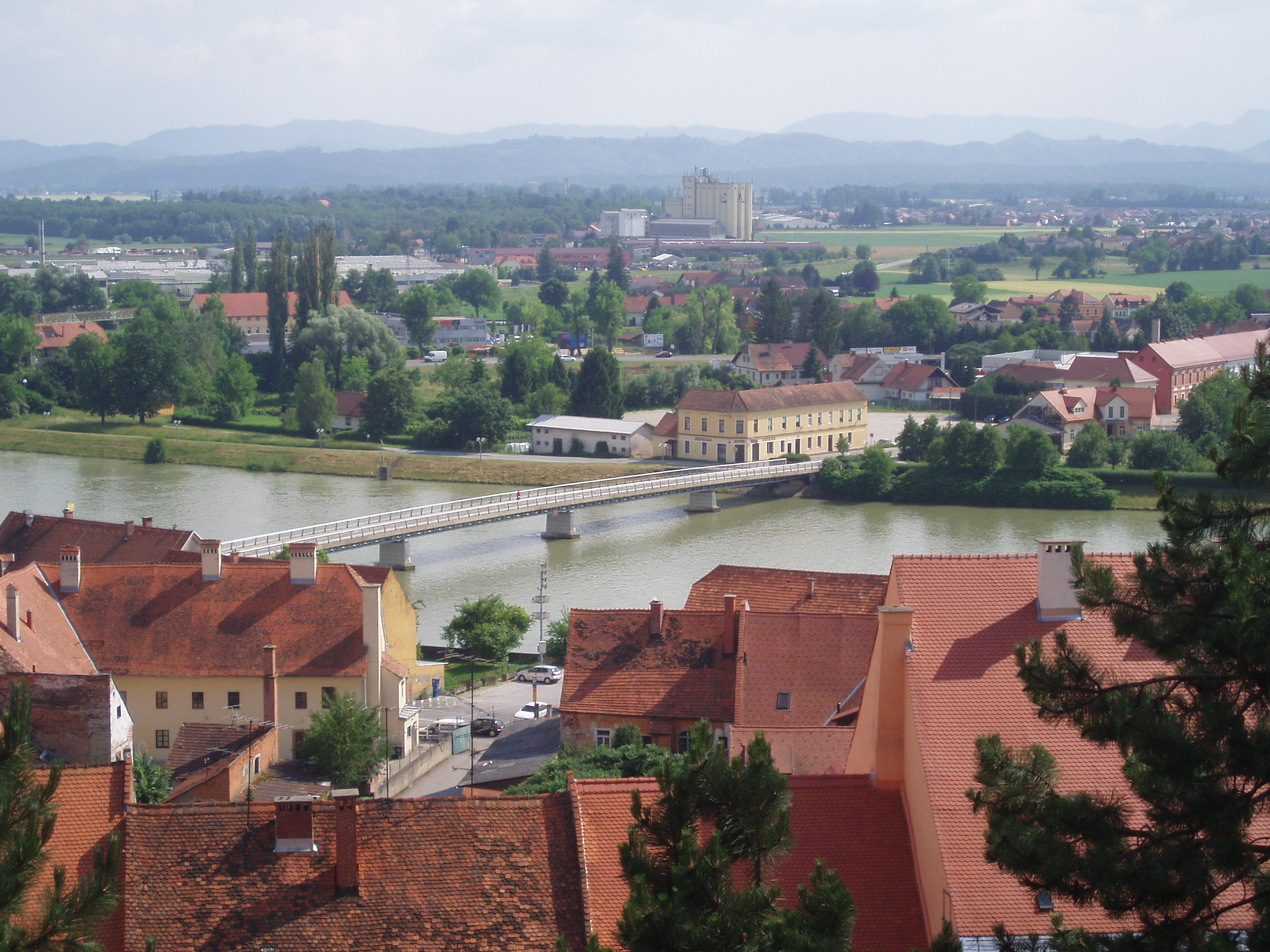
Výhled ze zámku na řeku Drávu

### Kulturní instituce
V Ptuji sídlí Regionální muzeum (slovinsky Pokrajinski muzej na Ptuju), umístěno je v budově přiléhající k františkánskému klášteru. Početné sbírky jsou ještě dislokovány v místním hradu. Muzeum a muzejní spolek byly založeny roku 1893. V roce 1903 vznikla zdejší historická společnost.
Je zde dále potom městské divadlo, městské kino a kulturní dům. Při břehu řeky stojí také Miheličeva galerie; městská galerie potom stojí také v centru města, na Prešerenově ulici. Knihovna Ivana Potrčeho se nachází poblíž městské galerie.
Ve městě se rovněž nachází i historický archiv.

### Pamětihodnosti
Město je známé díky hradu, který se tyčí na svahu nad řekou Drávou. Hrad vznikl ve středověku (přesněji v 12. století) a později byl přebudován v období baroka. Dnes se v hradu nachází muzeum masopustu. Výhledově má být v budově bývalé sýpky zbudováno centrum pro výstavu archeologických sbírek.
Dominantní stavbou je rovněž kostel sv. Jiří v centru města. Dochovány jsou budovy obou dvou bývalých klášterů (Klášter minoritů a Klášter dominikánů). Po proudu řeky se nachází jihovýchodně od města i vodní nádrž (Ptujské jezero), největší v oblasti. Kromě toho má město vlastní lázně. Turisticky je navštěvován rovněž i místní akvapark.
Dle architektonických průzkumů byla v lokalitě dnešního města odhalena starověká místa spojená s mithraismem. Jedná se konkrétně o mithraistické chrámy.  Archeologické naleziště panorama je umístěno severozápadně od středu města a dnes má parkovou úpravu.
Známým objektem ve středu města je rovněž Orfeův památník. Dochována je zde řada různých připomínek na existenci osídlení z doby Římské říše. Památník je původem z 2. století.

### Kulturní akce
Mezi hlavní kulturní události ve městě patří pravidelný masopustní karneval (slovinsky Kurentovanje), který byl v roce 2017 zapsán do seznamu památek UNESCO. Karneval se tak stal světoznámým a přitáhl pozornost i v zahraničí. Kromě toho se zde pořádá pravidelně filmový festival Primus a festival klasické hudby s názvem Musica Poetovionis. 
Římské dějiny města připomínají také Římské hry, které se pravidelně ve městě konají a připomínají výročí událostí z časů římské říše.

## Ekonomika
V Ptuji sídlí řada firem (např. Perutnina Ptuj). Východně od středu města leží průmyslová zóna, kde se nacházejí obchodní centra nebo logistické haly. Je napojena na místní železniční trať a městský okruh.
Město má dlouhou tradici v oblasti vinařství.

## Doprava

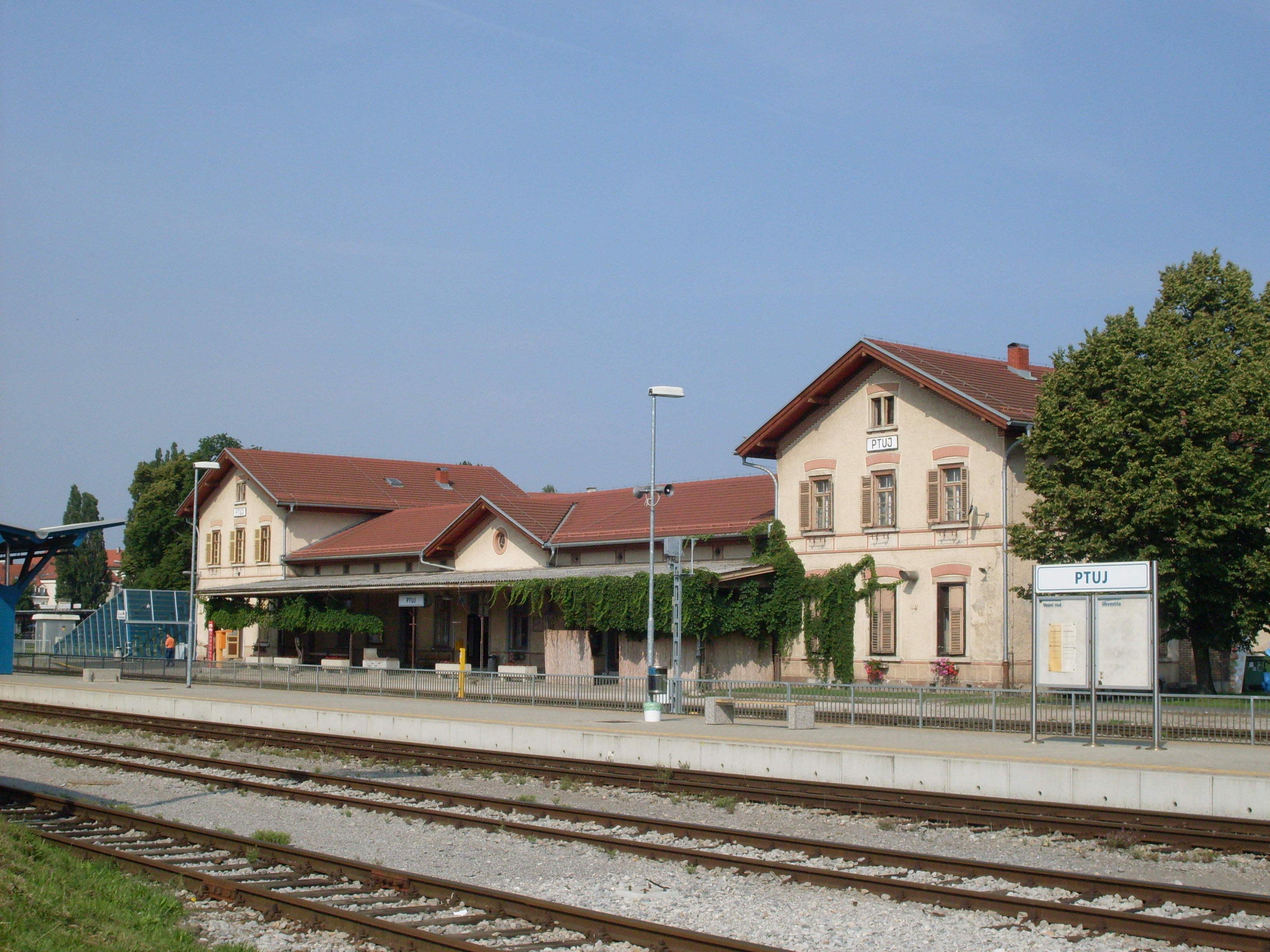
Železniční stanice Ptuj

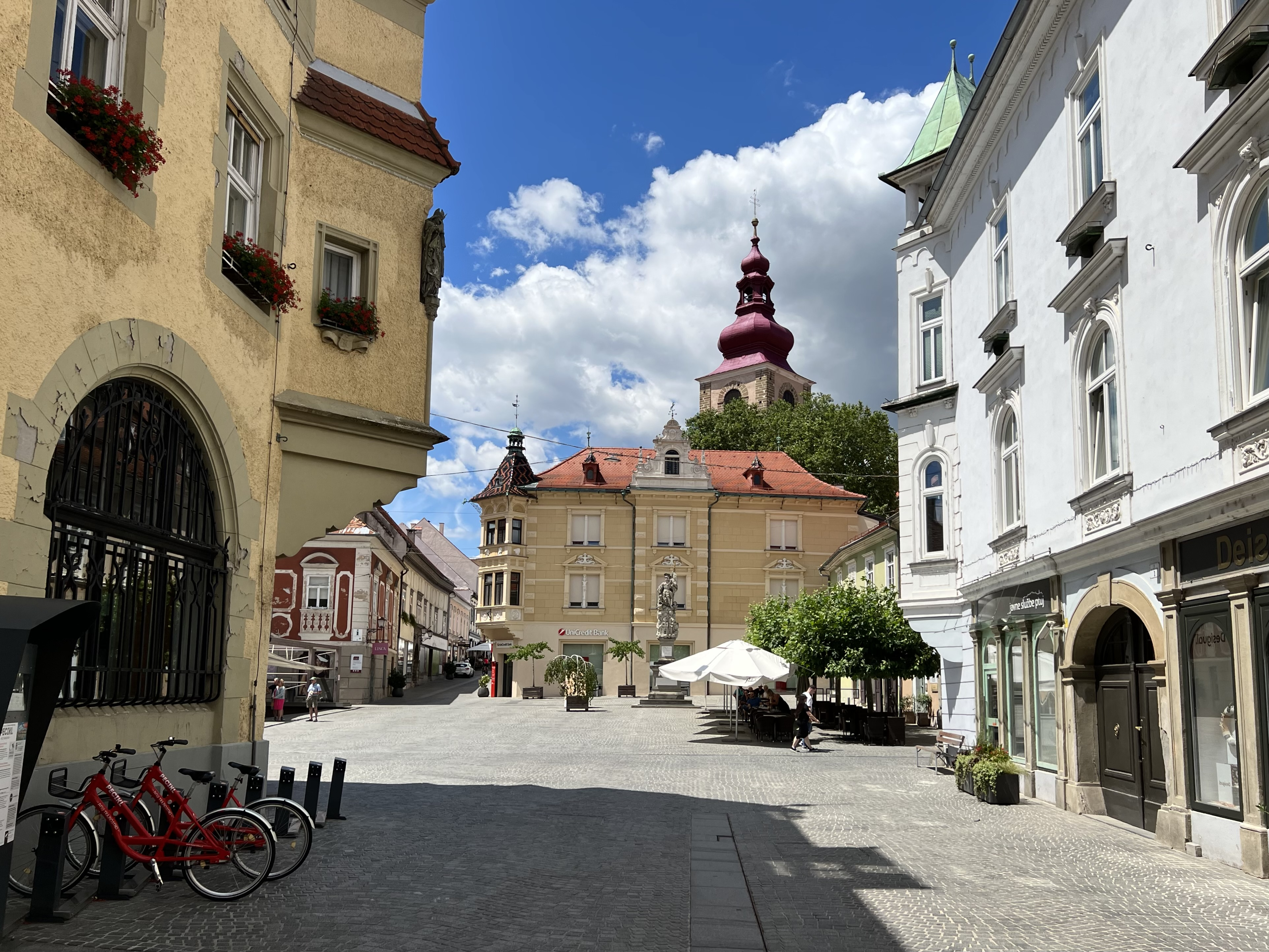
Střed města

Západně od města prochází dálnice A4, která spojuje Maribor s chorvatskou metropolí Záhřebem. Kromě toho městem prochází v západo-východním směru hlavní silnice, spojující města Slovenska Bistrica a Ormož, resp. Čakovec v Chorvatsku. Z jihovýchodní strany města vede silniční okruh (dokončený jen z části), který tvoří silnice č. 2. Okruh překonává mostem Ptujské jezero. 
Ve stejném směru je rovněž vedena i železniční trať, která se od původní Rakouské jižní dráhy odpojuje ve stanici Pragersko, prochází Ptují a dále pokračuje k Ormoži směrem na východ. Na uvedené trati se nachází jediná železniční stanice na území města (Ptuj (nádraží)). 
Na řece Drávě se nachází na Ptujském jezeře Marina Ranca, přístav pro rekreační dopravu.
7 km od města se nachází poblíž vesnice Moškanci sportovní letiště.
Městem taká prochází drávská cyklostezka (slovinsky Dravska kolesarska pot).

## Školství
V Ptuji se nachází středoškolské centrum.

## Sport a rekreace
Místní sportoviště se nacházejí na břehu řeky, nedaleko centra města. Kromě fotbalového stadionu jsou zde i tenisové kurty a také krytá hala s názvem Campus. Kromě toho západně od centra leží také rozsáhlé termální lázně, jejichž součástí jsou potom další sportoviště.

## Zdravotnictví
Město má vlastní nemocnici, která stojí v jejím severním části. Nese jméno podle Jožeho Potrčeho. Nemocnice se stále rozšiřuje, v roce 2022 byl budován nový urgentní příjem.

## Partnerská města
- Aranđelovac, Srbsko
- Banská Štiavnica, Slovensko, 2002
- Burghausen, Německo, 2001
- Ochrid, Severní Makedonie, 2006
- Saint-Cyr-sur-Loire, Francie, 1998
- Varaždin, Chorvatsko, 2004
- Nagykanizsa, Maďarsko

## Známé osobnosti
- Luigi Kasimir (1881–1962), umělec
- Angela Salloker (1913–2006), herečka
- Nastja Čeh, fotbalista
- Laris Gaiser, expert na geopolitiku a mezinárodní vztahy
- Benka Pulko, motocyklistka
- Miha Remec, spisovatel science-fiction
- Aleš Šteger, básník
- Dejan Zavec, boxer
- Tim Gajser, motokrosový závodník
- Viktorin Ptujski, mučedník a světec
- Gregor Jožef Plohel, slovinský spisovatel